# 오종훈
오종훈은 대한민국의 교수, 벤처기업인이다.

## 생애
오종훈은 대한민국의 교수, 벤처기업인이다. 인공지능 딥러닝, 디지털 전환, 오디오공학, 통계물리학 분야의 전문가이다. 포스텍의 물리학과, 전자공학과, 기술경영대학원, 카이스트 정보미디어경영대학원 초빙 교수를 역임하였으며 현재 한국과학기술원(KAIST) 겸임교수, 한국과학종합과학대학원대학교(aSSIST) 석좌교수이다. 팹리스반도체회사 (주)펄서스테크놀러지, 하이엔드오디오회사 미국 팔로알토오디오디자인 LLC, 소프트웨어 및 인공지능 기업 (주)플랫폼팩토리 등을 창업하고 대표이사를 맡았다. 1990년대 초반부터 신경망, 딥러닝 분야를 연구하여 한국 딥러닝 1세대로 알려져있다. 국제적으로 얀 르쿤, 세바스찬 승 등 딥러닝 초기의 학자들과 벨연구소 등에서 공동연구를 하였으며 국제학계에 폭 넓은 인맥을 가지고있다. 2022년부터 2024년까지 대통령직속 디지털플랫폼정부위원회의 1기 인프라분과위원장으로 민간클라우드와 AI기반으로 공공서비스의 혁신을 위한 기반인프라를 준비하는 작업에 참여하였으며 디지털플랫폼정부의 스탠다드 제정작업을 하였다.

## 학력[1]
- 카이스트 물리학과 박사
- 카이스트 물리학과 석사
- 서울대학교 물리학과 학사

## 경력
- 2024~현재 서울과학종합대학원대학교 석좌교수
- 2022-2024 대통령직속 디지털플랫폼정부위원회 1기 민간위원, 인프라분과위원장, 인프라기반 TF팀장
- 2013-현재 카이스트 정보미디어경영대학원 초빙교수, 겸직교수
- 2006-2013, 포항공과대학교 기술경영대학원 교수
- 1986-2006, 포항공과대학교 물리학과, 전자공학과 교수
- 2022. 9~현재 디지털플랫폼정부위원회 인프라분과위원장
- 2022. 7-현재 중소벤처기업부장관 자문위원
- 2022. 5~ 2022.7 20대 대통령직 인수위원회 디지털플랫폼정부 TF 민간위원
- 2014- 현재 (주)플랫폼팩토리 이사회 의장
- 1999-2014, (주)펄서스테크놀러지, 대표이사 (오디오전문반도체기업)
- 2007-2015, 국제오디오공학회(AES) 한국지부 회장
- 2008-2013, 한국반도체산업협회 이사
- 2010-2013, 국제반도체협회(GSA) ECCEO Leadership Council 위원
- 2012-2014 세계오디오스피커협회(ALMA International) 아시아담당 부회장

## 수상경력[1]
- 2000년 매일경제 100대 우수벤처상
- 2002년 중기청 우량기술기업상
- 2004년 500만불 수출의 탑 수상 (펄서스테크놀러지)
- 2004년 산자부, 정통부, 한국일보 디지털이노베이션대상
- 2009년 Audio Engineering Society, "Board of Governor's Award"
- 2009년 천만불 수출의 탑 수상 (펄서스테크놀러지)
- 2012년 Audio Engineering Society, "Board of Governor's Award"

## 저서[1]
- 전산물리,  (오종훈, 경문사, 서울, 2001)
- Neural Networks: The Statistical Mechanics Perspective, by Jong Hoon Oh (Editor), Sungzoon Cho (Editor), Chulan Kwon (Editor), World Scientific(Singapore) 1995.

## 주요논문[1]
1. Jeong-Wook Ghim, Namjung Huh, Min Whan Jung, Jong-Hoon Oh, “Information transmission by stimulus-dependent modulation of noise correlation,” Neuroreport. Vol. 19(4) 453-457, March 5, (2008).
2. Jong-Hoon Ahn and Jong-Hoon Oh, "A Constrained EM Algorithm for Principal Component Analysis," Neural Computation, Vol. 15, 57 (2003)
3. J. H. Oh, and H. S. Seung, " Learning Generative Models by Up-Propagation Algorithm", in Advances in Neural Information Processing Systems 10(NeurIPS), (MIT Press, Mass., 1998).
4. Kukjin Kang, Jong-Hoon Oh, "Statistical Mechanics of the Mixture of the Experts", in Advances in Neural Information Processing Systems(NeurIPS) 9, pp 183-189, (MIT Press, Mass. 1997).
5. K. Kang, J.-H. Oh, C. Kwon, and Y. Park, ``Generalization in a two-layer neural network with multiple outputs,", Phys. Rev. E  54, 1811 (1996).
6. K. Kang, J.-H. Oh, C. Kwon, and Y. Park, ``Generalization in a two-layer neural network, Phys. Rev. E 48, 4805 (1993).

## 특허[1]
1. Pulse width modulation amplifier having variable average switching frequency, Y.H. Cho, B. J. Kim, and J. H. Oh, US Patent number US6,888,403 B2
2. Demodulation  apparatus for digital amplifier, B. Jeong, J. H. Oh, US Patent number: US6,867,646, 2006. 2. 01
3. Demodulation  apparatus for digital amplifier, B. Jeong, J. H. Oh, US Patent number, China ZL03130901.1
4. Computing circuit and method for running an MPEG-2 AAC or MPEG-4 AAC audio decoding algorithm on programming processors, M. Sunwoo and J. H. Oh, US Patent number : US7,333,036 B2
5. Method and apparatus for audio Signal, M.K. Yang, J. H. Oh, I.S. Koh, US Patent Number: 7,298,204 B2